# Virtualização de área de trabalho
A virtualização de área de trabalho é uma tecnologia de software que separa o ambiente de área de trabalho e o software aplicativo associado do dispositivo cliente físico usado para acessá-lo.
A virtualização de área de trabalho pode ser usada em conjunto com sistemas de virtualização de aplicativos e de gerenciamento de perfil de usuário, agora denominados virtualização de usuário, para fornecer um sistema abrangente de gerenciamento de ambiente de área de trabalho. Neste modo, todos os componentes da área de trabalho são virtualizados, o que permite um modelo de entrega de área de trabalho altamente flexível e muito mais seguro. Além disso, esta abordagem suporta uma estratégia de recuperação de desastres de área de trabalho mais completa, pois todos os componentes são essencialmente salvos no centro de dados e copiados por meio de sistemas de manutenção redundantes tradicionais. Se o dispositivo ou hardware de um usuário for perdido, a restauração é direta e simples, porque os componentes estarão presentes no login a partir de outro dispositivo. Além disso, como nenhum dado é salvo no dispositivo do usuário, se esse dispositivo for perdido, há muito menos chance de que quaisquer dados críticos possam ser acessados e comprometidos.

## Arquiteturas de sistemas
As implementações de virtualização de área de trabalho são classificadas com base no fato de a área de trabalho virtual ser executada remotamente ou localmente, se o acesso precisa ser constante ou foi projetado para ser intermitente e se a área de trabalho virtual persiste ou não entre as sessões. Normalmente, produtos de software que fornecem soluções de virtualização de área de trabalho podem combinar implementações locais e remotas em um único produto para fornecer o suporte mais apropriado específico para os requisitos. Os graus de funcionalidade independente do dispositivo cliente são necessariamente interdependentes com a localização do servidor e a estratégia de acesso. E a virtualização não é estritamente necessária para que o controle remoto exista. A virtualização é empregada para apresentar instâncias independentes a vários usuários e requer uma segmentação estratégica do servidor host e apresentação em alguma camada da arquitetura do host. A camada de habilitação — geralmente software aplicativo — é chamada de hipervisor.

### Virtualização de área de trabalho remota
Implementações de virtualização de área de trabalgo remota operam em um ambiente de computação cliente/servidor. A execução do aplicativo ocorre em um sistema operacional remoto que se comunica com o dispositivo cliente local por uma rede usando um protocolo de exibição remota por meio do qual o usuário interage com os aplicativos. Todos os aplicativos e dados usados permanecem no sistema remoto, com apenas informações de tela, teclado e mouse comunicadas ao dispositivo cliente local, que pode ser um computador pessoal/portátil convencional, um dispositivo thin client, um tablet ou até mesmo um smartphone. Uma implementação comum dessa abordagem envolve hospedar múltiplas instâncias de sistema operacional de área de trabalho em uma plataforma de hardware de servidor executando um hipervisor. Sua iteração mais recente é geralmente chamada de infraestrutura de área de trabalho virtual, ou "VDI" ("VDI" é frequentemente usado incorretamente para se referir a qualquer implementação de virtualização de área de trabalho).
A virtualização de área de trabalho remota é frequentemente usada nos seguintes cenários:
- em ambientes distribuídos com requisitos de alta disponibilidade e onde o suporte técnico de mesa não está prontamente disponível, como filiais e ambientes de varejo;
- em ambientes onde a alta latência da rede degrada o desempenho de aplicativos cliente/servidor convencionais;
- em ambientes onde os requisitos de segurança de dados e acesso remotos criam requisitos conflitantes que podem ser resolvidos mantendo todos os dados (do aplicativo) dentro do centro de dados – com apenas informações de exibição, teclado e mouse comunicadas com o cliente remoto.

Ela também é usada como um meio de fornecer acesso a aplicativos do Windows em terminais que não são Windows (incluindo tablets, smartphones e computadores pessoais de mesa e portáteis que não são baseados em Windows).
A virtualização de área de trabalho remota também pode fornecer um meio de compartilhamento de recursos para distribuir serviços de computação de área de trabalho de baixo custo em ambientes onde fornecer a cada usuário um computador pessoal de mesa dedicado é muito caro ou desnecessário.
Para os administradores de TI, isso significa um ambiente cliente mais centralizado e eficiente, mais fácil de manter e capaz de responder mais rapidamente às necessidades mutáveis do usuário e do negócio.

#### Virtualização de apresentação
O software de área de trabalho remota permite que um usuário acesse aplicativos e dados em um computador remoto por uma rede usando um protocolo de exibição remota. Um serviço de infraestrutura de área de trabalho virtual fornece instâncias individuais de sistema operacional de área de trabalho (por exemplo, Windows XP, 7, 8.1, 10, etc.) para cada usuário, enquanto as sessões de área de trabalho remota são executadas em um único sistema operacional de servidor compartilhado. Tanto as coleções de sessões quanto as máquinas virtuais oferecem suporte a implantação de aplicativo remoto e sessões baseadas em área de trabalho completa.
O uso de um único sistema operacional de servidor compartilhado em vez de instâncias individuais de sistema operacional de área de trabalho consome significativamente menos recursos do que o mesmo número de sessões de infraestrutura de área de trabalho virtual. Ao mesmo tempo, o licenciamento de infraestrutura de área de trabalho virtual é mais caro e menos flexível do que licenças equivalentes de área de trabalho remota. Juntos, esses fatores podem se combinar para tornar a virtualização de área de trabalho remota baseada em área de trabalho remota mais atraente do que a infraestrutura de área de trabalho virtual.
Implementações de infraestrutura de área de trabalho virtual permitem entregar um espaço de trabalho personalizado de volta a um usuário, o que retém todas as personalizações do usuário. Há vários métodos para fazer isso.

### Virtualização de aplicativos
A virtualização de aplicativos melhora a entrega e a compatibilidade de aplicativos ao encapsulá-los a partir do sistema operacional subjacente no qual são executados. Um aplicativo totalmente virtualizado não é instalado no hardware no sentido tradicional. Em vez disso, uma camada de hipervisor intercepta o aplicativo, que em tempo de execução age como se estivesse interagindo com o sistema operacional original e todos os recursos gerenciados por ele, quando na realidade não está.

### Virtualização de usuário
A virtualização de usuário separa todos os aspectos do software que definem a personalidade de um usuário em um dispositivo do sistema operacional e dos aplicativos para serem gerenciados de forma independente e aplicados a uma área de trabalho conforme necessário, sem a necessidade de scripts, políticas de grupo ou uso de perfis de roaming. O termo "virtualização de usuário" soa enganoso; essa tecnologia não se limita a áreas de trabalho virtuais. A virtualização de usuário pode ser usada independentemente da plataforma – física, virtual, nuvem, etc. Os principais fornecedores de plataformas de virtualização de área de trabalho, Citrix, Microsoft e VMware, todos oferecem uma forma de virtualização básica de usuário em suas plataformas.

### Camadas
A sobreposição em camadas de área de trabalho é um método de virtualização de área de trabalho que divide uma imagem de disco em partes lógicas para serem gerenciadas individualmente. Por exemplo, se todos os membros de um grupo de usuários usarem o mesmo sistema operacional, o sistema operacional principal só precisará ser copiado uma vez para todo o ambiente que compartilha essa camada. A sobreposição em camadas pode ser aplicada a imagens de discos físicos locais, máquinas virtuais baseadas em cliente ou áreas de trabalho baseadas em hosts. Os sistemas operacionais Windows não são projetados para sobreposição em camadas, portanto, cada fornecedor deve projetar sua própria solução proprietária.

#### Área de trabalho como um serviço
A virtualização de área de trabalho remota também pode ser fornecida por meio de computação em nuvem, semelhante à fornecida usando um modelo de software como um serviço. Essa abordagem é geralmente chamada de áreas de trabalho virtuais hospedadas em nuvem. As áreas de trabalho virtuais hospedadas em nuvem são divididas em duas tecnologias:
1. Infraestrutura de área de trabalho virtual gerenciada, que se baseia na tecnologia de infraestrutura de área de trabalho virtual fornecida como um serviço gerenciado terceirizado, e
2. Área de trabalho como um serviço (DaaS), que fornece um nível mais alto de automação e multilocação real, reduzindo o custo da tecnologia. O provedor de área de trabalho como um serviço normalmente assume total responsabilidade por hospedar e manter o computador, o armazenamento e a infraestrutura de acesso, bem como os aplicativos e as licenças de software aplicativo necessários para fornecer o serviço de área de trabalho em troca de uma taxa mensal fixa.

Áreas de trabalho virtuais hospedadas na nuvem podem ser implementadas usando sistemas baseados em infraestrutura de área de trabalho virtual e serviços de área de trabalho remota e podem ser fornecidas por meio de nuvem pública, infraestrutura de nuvem privada e plataformas de nuvem híbrida. Implementações de nuvem privada são comumente chamadas de "infraestrutura de área de trabalho virtual gerenciada". Ofertas de nuvem pública tendem a ser baseadas em tecnologia de área de trabalho como um serviço.

### Virtualização de área de trabalho local
Implementações de virtualização de área de trabalho local executam o ambiente de área de trabalho no dispositivo cliente usando virtualização de hardware ou emulação. Para virtualização de hardware, dependendo da implementação, tanto hipervisores Tipo I quanto Tipo II podem ser usados.
A virtualização de área de trabalho local é adequada para ambientes onde não é possível presumir conectividade de rede contínua e onde os requisitos de recursos do aplicativo podem ser melhor atendidos usando recursos do sistema local. No entanto, implementações de virtualização de área de trabalho local nem sempre permitem que aplicativos desenvolvidos para uma arquitetura de sistema rodem em outra. Por exemplo, é possível usar virtualização de área de trabalho local para rodar o Windows 7 sobre o OS X em um Apple Mac baseado em Intel, usando um hipervisor, já que ambos usam a mesma arquitetura x86.

### Em inglês
- Paul Venezia (13 de abril de 2011) Virtualization shoot-out: Citrix, Microsoft, Red Hat, and VMware. The leading server virtualization contenders tackle InfoWorld's ultimate virtualization challenge, InfoWorld
- Keith Schultz (14 de dezembro de 2011) VDI shoot-out: Citrix XenDesktop vs. VMware View. Citrix XenDesktop 5.5 and VMware View 5 vie for the most flexible, scalable, and complete virtual desktop infrastructure, InfoWorld
- Keith Schultz (14 de dezembro de 2011) VDI shoot-out: HDX vs. PCoIP. The differences between the Citrix and VMware remote desktop protocols are more than skin deep, InfoWorld